# Pływanie na Letnich Igrzyskach Olimpijskich 1956 – 100 m stylem dowolnym kobiet
100 m stylem dowolnym kobiet – jedna z konkurencji pływackich rozgrywanych podczas XVI Igrzysk Olimpijskich w Melbourne. Eliminacje odbyły się 29 listopada, półfinały 30 listopada, a finał 1 grudnia 1956 roku.
Wszystkie miejsca na podium zajęły reprezentantki gospodarzy igrzysk. W finale dwie zawodniczki popłynęły w tempie lepszym od rekordu świata należącego do Australijki Lorraine Crapp, ale to Dawn Fraser została mistrzynią olimpijską, uzyskawszy czas 1:02,0. Crapp wywalczyła srebrny medal (1:02,3), a brąz zdobyła 15-letnia Faith Leech (1:05,1), która o 0,1 s wyprzedziła Amerykankę Joan Rosazzę.
Dwa dni wcześniej, podczas eliminacji, Lorraine Crapp pobiła rekord olimpijski (1:03,4), poprawiony kilkanaście minut później przez Dawn Fraser (1:02,4).

## Rekordy
Przed zawodami rekord świata i rekord olimpijski wyglądały następująco:
| Rekord            | Zawodniczka    | Czas   | Miejsce   | Data                 |       |
| ----------------- | -------------- | ------ | --------- | -------------------- | ----- |
| Rekord świata     | Lorraine Crapp | 1:02,4 | Melbourne | 25 października 1956 |       |
| Rekord olimpijski | Judit Temes    | 1:05,5 | Helsinki  | 26 lipca 1952        | [ 1 ] |

W trakcie zawodów ustanowiono następujące rekordy:
| Data         | Etap konkurencji      | Zawodnik       | Czas   | Rekord |
| ------------ | --------------------- | -------------- | ------ | ------ |
| 29 listopada | wyścig eliminacyjny 1 | Lorraine Crapp | 1:03,4 | OR     |
| 29 listopada | wyścig eliminacyjny 5 | Dawn Fraser    | 1:02,4 | OR     |
| 1 grudnia    | finał                 | Dawn Fraser    | 1:02,0 | WR     |

## Wyniki

### Eliminacje
| Miejsce | Wyścig | Zawodniczka          | Państwo                       | Czas   | Uwagi |
| ------- | ------ | -------------------- | ----------------------------- | ------ | ----- |
| 1.      | 5      | Dawn Fraser          | Australia                     | 1:02,4 | Q,    |
| 2.      | 1      | Lorraine Crapp       | Australia                     | 1:03,4 | Q     |
| 3.      | 4      | Faith Leech          | Australia                     | 1:04,9 | Q     |
| 4.      | 5      | Natalie Myburgh      | Południowa Afryka             | 1:05,1 | Q     |
| 5.      | 5      | Virginia Grant       | Kanada                        | 1:05,1 | Q     |
| 6.      | 5      | Shelley Mann         | Stany Zjednoczone             | 1:05,4 | Q     |
| 7.      | 1      | Joan Rosazza         | Stany Zjednoczone             | 1:05,5 | Q     |
| 8.      | 3      | Marrion Roe          | Nowa Zelandia                 | 1:05,9 | Q     |
| 9.      | 2      | Nancy Simons         | Stany Zjednoczone             | 1:06,5 | Q     |
| 10.     | 4      | Zsuzsa Ördög         | Węgry                         | 1:06,5 | Q     |
| 11.     | 3      | Valéria Gyenge       | Węgry                         | 1:06,6 | Q     |
| 12.     | 1      | Helen Stewart        | Kanada                        | 1:07,1 | Q     |
| 13.     | 1      | Jeanette Myburgh     | Południowa Afryka             | 1:07,1 | Q     |
| 14.     | 4      | Kate Jobson          | Szwecja                       | 1:07,3 | Q     |
| 15.     | 3      | Birgit Klomp         | Wspólna Reprezentacja Niemiec | 1:07,7 | Q     |
| 16.     | 4      | Susan Roberts        | Południowa Afryka             | 1:07,9 | Q     |
| 17.     | 2      | Katalin Szőke        | Węgry                         | 1:08,0 |       |
| 18.     | 4      | Christel Steffin     | Wspólna Reprezentacja Niemiec | 1:08,1 |       |
| 19.     | 2      | Kati Jansen          | Wspólna Reprezentacja Niemiec | 1:08,3 |       |
| 20.     | 1      | Anita Hellström      | Szwecja                       | 1:08,5 |       |
| 21.     | 5      | Frances Hogben       | Wielka Brytania               | 1:08,5 |       |
| 22.     | 2      | Odile Vouaux         | Francja                       | 1:08,6 |       |
| 23.     | 2      | Fearne Ewart         | Wielka Brytania               | 1:08,8 |       |
| 24.     | 3      | Héda Frost           | Francja                       | 1:08,8 |       |
| 25.     | 4      | Hitomi Jinno         | Japonia                       | 1:08,8 |       |
| 26.     | 1      | Irène Sweyd          | Belgia                        | 1:08,9 |       |
| 27.     | 4      | Gladys Priestley     | Kanada                        | 1:09,2 |       |
| 28.     | 3      | Blanca Barrón        | Meksyk                        | 1:09,5 |       |
| 29.     | 5      | Ginette Jany-Sendral | Francja                       | 1:09,9 |       |
| 30.     | 3      | Yoshiko Sato         | Japonia                       | 1:10,3 |       |
| 31.     | 5      | Szoszanna Riwner     | Izrael                        | 1:10,3 |       |
| 32.     | 1      | Winifred Griffin     | Nowa Zelandia                 | 1:10,4 |       |
| 33.     | 2      | Setsuko Shimada      | Japonia                       | 1:11,8 |       |
| 34.     | 1      | Margaret Northrop    | Kenia                         | 1:12,8 |       |
| 35.     | 3      | Gertrudez Lozada     | Filipiny                      | 1:13,7 |       |

### Półfinały

#### Półfinał 1
| Miejsce | Zawodniczka     | Państwo                       | Czas   | Uwagi |
| ------- | --------------- | ----------------------------- | ------ | ----- |
| 1.      | Dawn Fraser     | Australia                     | 1:03,0 | Q     |
| 2.      | Faith Leech     | Australia                     | 1:05,2 | Q     |
| 3.      | Joan Rosazza    | Stany Zjednoczone             | 1:05,9 | Q     |
| 4.      | Natalie Myburgh | Południowa Afryka             | 1:06,0 | Q     |
| 5.      | Valéria Gyenge  | Węgry                         | 1:06,4 |       |
| 6.      | Zsuzsa Ördögh   | Węgry                         | 1:06,9 |       |
| 7.      | Helen Stewart   | Kanada                        | 1:06,9 |       |
| 8.      | Birgit Klomp    | Wspólna Reprezentacja Niemiec | 1:07,9 |       |

#### Półfinał 2
| Miejsce | Zawodniczka      | Państwo           | Czas   | Uwagi |
| ------- | ---------------- | ----------------- | ------ | ----- |
| 1.      | Lorraine Crapp   | Australia         | 1:03,1 | Q     |
| 2.      | Marrion Roe      | Nowa Zelandia     | 1:05,3 | Q     |
| 3.      | Virginia Grant   | Kanada            | 1:05,5 | Q     |
| 4.      | Shelley Mann     | Stany Zjednoczone | 1:05,5 | Q     |
| 5.      | Nancy Simons     | Stany Zjednoczone | 1:06,1 |       |
| 6.      | Kate Jobson      | Szwecja           | 1:06,1 |       |
| 7.      | Susan Roberts    | Południowa Afryka | 1:06,6 |       |
| 8.      | Jeanette Myburgh | Południowa Afryka | 1:06,7 |       |

### Finał
| Miejsce | Zawodniczka     | Państwo           | Czas   | Uwagi |
| ------- | --------------- | ----------------- | ------ | ----- |
| 1. !    | Dawn Fraser     | Australia         | 1:02,0 | WR    |
| 2. !    | Lorraine Crapp  | Australia         | 1:02,3 |       |
| 3. !    | Faith Leech     | Australia         | 1:05,1 |       |
| 4.      | Joan Rosazza    | Stany Zjednoczone | 1:05,2 |       |
| 5.      | Virginia Grant  | Kanada            | 1:05,4 |       |
| 6.      | Shelley Mann    | Stany Zjednoczone | 1:05,6 |       |
| 7.      | Marrion Roe     | Nowa Zelandia     | 1:05,6 |       |
| 8.      | Natalie Myburgh | Południowa Afryka | 1:05,8 |       |